# Anastassija Alexejewna Gontscharowa
Anastassija Alexejewna Gontscharowa (russisch Анастасия Алексеевна Гончарова, wiss. Transliteration Anastasija Alekseevna Gončarova; * 10. Oktober 1999 in Krasnojarsk) ist eine russische nordische Kombiniererin.

## Werdegang
Gontscharowa, die für Krasnoyarsk RCSP AZVS startet, gab ihr internationales Debüt am 4. September 2015 im Rahmen des Youth Cups in Oberstdorf, wo sie den 2,5-km-Gundersen-Wettbewerb von der Mittelschanze als Fünfzehnte abschloss. Im März 2018 debütierte Gontscharowa bei den heimischen Wettkämpfen in Nischni Tagil im Continental Cup, der in dieser Saison erstmals ausgetragen wurde und die höchste Wettkampfserie der Frauen darstellte. Dabei erreichte sie gleich bei ihrer ersten Teilnahme als Dritte das Podest und konnte nach einem weiteren fünften Platz die Saison auf dem siebten Rang der Gesamtwertung abschließen.
Im Sommer 2018 ging Gontscharowa beim Grand Prix an den Start, bei dem sie letztlich als Siebte der Gesamtwertung ihre Platzierung aus dem Winter der Vorsaison bestätigen konnte. Bei der ersten offiziellen Austragung eines Juniorinnenwettbewerbs bei den Nordischen Junioren-Skiweltmeisterschaften 2019 in Lahti belegte sie den zehnten Rang, nachdem sie bereits nach dem Sprungdurchgang als Vierundzwanzigste mit mehr als zweieinhalb Minuten Rückstand aussichtslos zurücklag. Ihre beste Platzierung im Continental Cup 2018/19 stellte der fünfte Rang beim Gundersen-Wettkampf in Nischni Tagil zum Saisonabschluss dar. Beim Grand Prix 2019 war Gontscharowa die beste Läuferin. Allerdings präsentierte sie sich noch nicht in ihrer besten Sprungform, weshalb sie bereits nach den Sprungdurchgängen erheblichen Rückstand hatte. Schließlich beendete sie den Grand Prix in der Gesamtwertung auf dem vierten Platz. Ihr bestes Einzelresultat war ebenso der vierte Rang, allerdings erreichte sie bereits zuvor gemeinsam mit Ernest Jachin, Stefanija Nadymowa und Witali Iwanow den dritten Platz beim erstmals ausgetragenen Mixed-Team-Wettkampf. Im Winter 2019/20 trat Gontscharowa nur vereinzelt an Wettbewerben des Continental Cups an. Ihre beste Saisonplatzierung stellte der siebte Rang in Rena dar, wohingegen es in der Gesamtwertung letztlich nur zum 19. Platz reichte.
Am 18. Dezember 2020 nahm sie am historisch ersten Weltcup-Wettbewerb in der Ramsau am Dachstein teil und belegte dabei den zehnten Platz. Nach einer mehrwöchigen Wettkampfpause standen vom 22. bis 24. Januar drei Continental-Cup-Wettbewerbe in Eisenerz an. Da die Weltcup-Saison letztlich nur ein Rennen umfasste, war das Teilnehmerfeld auch im Continental Cup mit den Spitzenathletinnen besetzt. Gontscharowa gelang es am Wochenende nicht, sich im Sprunglauf in eine Ausgangsposition für vordere Platzierungen zu bringen. Am ersten Wettkampftag ging sie bereits mit mehr als dreieinhalb Minuten Rückstand auf die Führende auf die Loipe, weshalb sich Gontscharowa trotz der neuntbesten Laufzeit nur um wenige Plätze verbessert konnte und schließlich den 26. Rang belegte. An den folgenden Tagen trat sie nach dem Sprunglauf nicht mehr zum Langlauf an. Rund einen Monat später nahm sie an der erstmals ausgetragenen Medaillenentscheidung der Nordischen Kombiniererinnen bei Nordischen Skiweltmeisterschaften in Oberstdorf teil, doch kam sie aufgrund einer Disqualifikation nicht in die Wertung.

## Statistik

### Weltcup-Platzierungen
| Saison  | Platz | Punkte |
| ------- | ----- | ------ |
| 2020/21 | 10.   | 026    |

### Grand-Prix-Platzierungen
| Saison | Platz | Punkte |
| ------ | ----- | ------ |
| 2018   | 07.   | 076    |
| 2019   | 04.   | 180    |

### Continental-Cup-Platzierungen
| Saison  | Platz | Punkte |
| ------- | ----- | ------ |
| 2017/18 | 07.   | 105    |
| 2018/19 | 11.   | 167    |
| 2019/20 | 19.   | 108    |
| 2020/21 | 17.   | 091    |